# L'Avenç
|  | Per a altres significats, vegeu «L'Avenç (desambiguació)». |

L'Avenç és una revista que aparegué l'any 1977 especialitzada en temes d'història i cultura. Va adoptar el nom de l'antiga revista homònima L'Avenç, activa entre 1881 i 1893. És una publicació especialitzada de referència que posa especial èmfasi en la història de la Catalunya contemporània, que reconstrueix des d'un punt de vista crític amb nombrosos treballs d'investigació i d'opinió, centrats, sobretot, en el conflicte de la Guerra Civil espanyola. Igualment inclou crítica de les diferents disciplines artístiques i una entrevista a personatges rellevants del món cultural.
Entre 2006 i 2012, el 50% de l'empresa editora va pertànyer al Grup RBA. Des de gener del 2013, pertany a Núria Iceta i Josep M. Muñoz. És membre de l'Associació de Publicacions Periòdiques en Català (APPEC) i de l'Asociación de Revistas Culturales de España (ARCE). També edita la revista Els Marges, des del 2004. A principis del 2023, la revista va anunciar que deixaria d'editar-se en paper i a l'abril, coincidint amb el número 500, aparegué el darrer exemplar als quioscos.

## Característiques
De periodicitat mensual, aquesta revista de divulgació i de reconstrucció crítica del passat posa un èmfasi especial en la Catalunya contemporània, així com en la d'abans i després de la Guerra Civil espanyola. Pretén ser una plataforma per a la creació acadèmica, artística i cultural produïda a Catalunya i a la comunitat lingüística i cultural catalana.
L'Avenç proposa cada mes una mirada pròpia sobre la realitat cultural, posant èmfasi en la perspectiva històrica, la qualitat de l'escriptura, el rigor de la informació i la pluralitat de l'opinió. Els continguts s'estructuren en tres blocs:
- L'opinió: informació, reflexió, creació literària i entrevistes sobre temes i personatges d'actualitat des d'una perspectiva històrica, periodística i d'anàlisi en profunditat.
- Focus: selecció d'articles diversos sobre diferents temes d'història, literatura, art i societat, amb la mirada pròpia de L'Avenç.
- Mirador: seguiment crític de l'actualitat cultural, amb cròniques literàries, de teatre i d'arts plàstiques, música, crítica de llibres, etc.

## Història
La revista va ser fundada a Barcelona el desembre del 1976 per Leandre Colomer, Carmen Isasa, Fèlix Manito y Ferran Mascarell, que s'havien conegut a la Universitat de Barcelona. Simbòlicament, i com a acció per a divulgar la memòria històrica després de la llarga dictadura franquista, es va optar per recuperar el mateix nom d'una capçalera històrica del país: la revista modernista L'Avenç, i com a subtítol s'hi va afegir «revista d'història dels Països Catalans». Des d'un bon principi, la iniciativa va tenir com a motiu difondre la història d'una manera crítica, progressista i plural, a diferència del que havien estat fent les institucions educatives durant el règim anterior. La trajectòria de L'Avenç des de la seva publicació, el 1976, es pot dividir en tres etapes:

### Primera etapa (1976 – 1985)
El primer número de la revista L'Avenç veu la llum el desembre del 1976 sota la direcció de Fèlix Ibáñez Fanés, substituït per Ferran Mascarell el 1977, el qual està en la direcció de la publicació fins al 1985, any en què es dona per finalitzada aquesta etapa. Aquesta primera dècada de L'Avenç coincideix amb la transició democràtica espanyola en el sentit més ampli: en l'esmentat número zero, del qual se'n van imprimir 20.000 exemplars i publicat en els quioscos, queda reflectida a la perfecció la recuperació de la Generalitat de Catalunya, l'únic acte políticament rupturista del període que entroncava directament amb la legalitat republicana. A més dels diversos articles d'anàlisi, el número inclou una extensa entrevista a Josep Tarradellas i Joan. Un mèrit de la revista fou que, durant els anys 70, va agrupar bona part dels historiadors catalans (els quals provenien sobretot de la tradició historiogràfica del materialisme històric i el marxisme).
Des del punt de vista temàtic, el tarannà de la revista, el marca un clar predomini dels afers catalans contemporanis, en especial del segle xx. A partir dels anys 1980, L'Avenç es va allunyant d'aquesta preferència, que comença a remetre fins a trobar un punt d'equilibri entre els àmbits espanyol, català i de la història general, com també entre la història contemporània, panoràmica, medieval, moderna i antiga i la prehistòria. És en la dècada dels 80 que L'Avenç comença a conrear l'anomenada història de les mentalitats, que acabaria quallant anys més tard com a història de la cultura: dossiers sobre el divorci, ciència catalana medieval, Charles Darwin o l'origen de l'ésser humà. En aquesta etapa, doncs, es produeix un canvi d'interessos significatiu.

### Segona etapa (1985 – 1992)
Aquesta etapa s'inicia amb el canvi de direcció de la revista. Després de l'abandonament de Ferran Mascarell, Joan Fuster i Sobrepere inaugura un període de continuïtat, amb petites innovacions en la publicació i amb l'assumpció d'una normalitat política i social. A la segona meitat dels anys 80, hi va incorporar suplements com els Plecs d'Història Local (1986) i els Quaderns d'Amèrica (entre 1987 i 1989).
L'abril del 1988, Joan Fuster és substituït per Jesús Mestre i Campi, que va publicar el seu primer número com a director amb un dossier sobre Josep Maria de Sagarra i de Castellarnau, amb un llenguatge «directe i popular», amb l'objectiu de trobar el to d'una alta divulgació assequible a un ampli ventall de públic potencial. La revista s'emmirallà en aquest tipus de llenguatge, i l'objectiu es convertí en la seva fita durant tota l'etapa, que conclou el 1992 amb l'efemèride dels Jocs Olímpics del 1992 a Barcelona, que la revista va rebre amb dos dossiers ben allunyats de la festa olímpica: l'un sobre les arrels del comunisme (juny del 1992) i un altre sobre l'orde del Temple a Catalunya (juliol – agost del 1992).
L'empresa que l'editava, Avance SA, va fer fallida. El grup impulsor de la revista hi va reaccionar promovent una campanya per tal que s'integressin a la nova editorial per a la revista un ampli accionariat popular, fet que va consolidar L'Avenç com a la major revista escrita en català dedicada a la divulgació i la reflexió sobre la història, amb una tirada de 8.000 exemplars al mes.

### Tercera etapa (1992 – 2014)

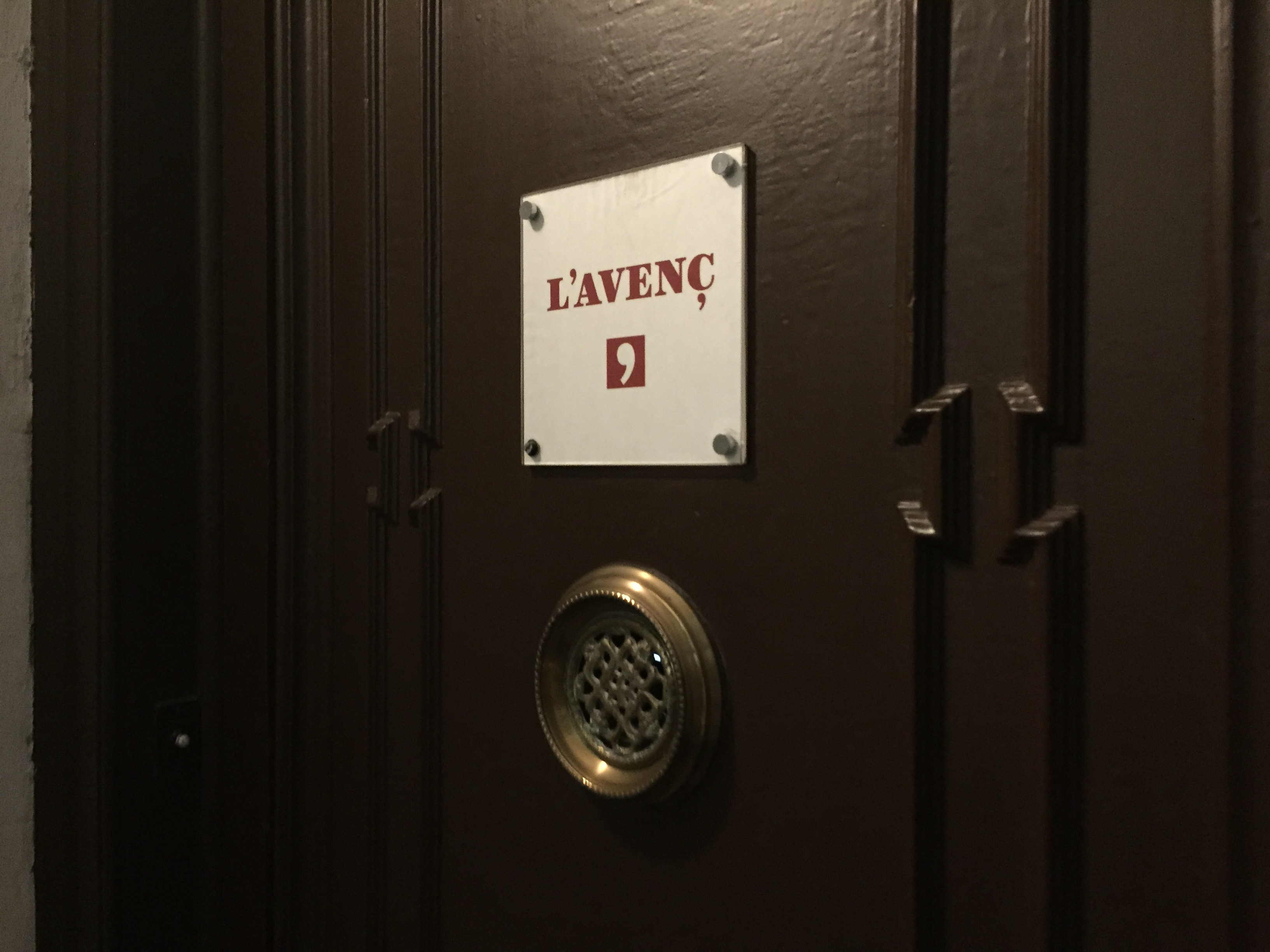
Oficines de l'Avenç

Inaugurada amb la por al buit postolímpic, l'etapa ha estat marcada per la voluntat de projecció cap endavant. Marca aquest període el dossier del número de desembre del 1993 —que arribava després d'uns quants números sense dossier— El fruit de la discòrdia. Sis raons sobre la Història, en què s'exposaven obertament les opinions de clara confrontació al voltant de la historiografia catalana.
L'abril del 2014, la revista arriba al seu número 400, un número que tindrà més pàgines de l'habitual i tindrà una tirada més alta. El tema central està dedicat a Europa: la construcció europea, la gestió de la crisi econòmica, el creixement de les desigualtats socials i el futur del mercat laboral al continent. Hi inclou també una extensa entrevista a Artur Mas a càrrec del director de la publicació, Josep Maria Muñoz. Aprofitant el número especial, l'editora vol donar un nou impuls a la revista, motiu pel qual es feren fer diverses presentacions arreu del territori de parla catalana.

### Quarta etapa (2014 -2023)
La quarta i darrera etapa va suposar un increment de les pàgines de crítica i reportatges sobre el món de la cultura, sense perdre de vista la perspectiva històrica fundacional i amb un intent d'eixamplar els fenòmens i l'abast territorial de la seva cobertura. L'entrevista en profunditat va anar guanyant pes fins a convertir-se en un dels trets distintius de la revista.
Es va apostar més fortament pel model de subscripció, fet que no va poder evitar una crisi de liquiditat que va portar al tancament de la revista en paper el 2023. Els darrers anys es va complementar la tasca de divulgació amb una editorial pròpia per publicar llibres d'interès, tant de ficció com de no ficció.

## Directors
- 1976 – 1979: Fèlix Ibáñez Fanés (núms. 0 – 21)
- 1979 – 1985: Ferran Mascarell i Canalda (núms. 22 – 78)
- 1985 – 1988: Joan Fuster i Sobrepere (núms. 79 – 113)
- 1988 – 1989: Jesús Mestre i Campi (núms. 114 – 124)
- 1989 – 1993: Daniel Fernández (núms. 125 – 174)
- 1993 – 1998: Daniel Fernández, José Luís Martín Ramos, Enric Ucelay-Da Cal (núms. 175 – 224)
- 1998 – 1999: Jose Luís Martín Ramos, Jaume Casals, Jordi Mercader (núms. 225 – 242)
- 1999 – 2023: Josep Maria Muñoz i Lloret (núms. 243 –500)

## Premis i reconeixements
L'Associació de Dissenyadors Gràfics-Foment de les Arts Decoratives va premiar L'Avenç amb el Premi Laus del 1978. L'any 1997, la revista fou guardonada amb el Premi Crítica Serra d'Or. L'any 2002, rebé la Creu de Sant Jordi per part de la Generalitat de Catalunya i, el 2005, el Premi Nacional de Patrimoni Cultural «per recuperar i divulgar la memòria històrica i contribuir al debat cultural». El 2000, va rebre el Premi de l'Associació de Publicacions Periòdiques en Català (APPEC) i, el febrer de 2012, va obtenir el Premi a la Millor editorial de revista, lliurat per l'APPEC. El 2005, va ser premiat amb el Premi Ciutat de Barcelona de mitjans de comunicació. El 24 de febrer de 2023, el ple de l'Ajuntament de Barcelona va decidir atorgar-li medalla d’or al Mèrit Cultural, un cop la revista ja havia anunciat que deixaria d'editar-se en paper i ho faria només en línia a partir de l'abril següent.